# Lavinia Heisenberg
Lavinia Heisenberg (* 22. September 1983) ist eine deutsche Physikerin. Sie lehrt als Professorin für theoretische Physik und Kosmologie an der Universität Heidelberg.

## Leben und Forschung
Heisenberg  forscht vor allem im Bereich Kosmologie, an physikalischen Modellen zur Beschreibung des Kosmos, ihr Fokus liegt auf der Gravitation, einer der vier Grundkräfte in der Physik. Heisenberg studierte und forschte in Heidelberg, Stockholm, Marseille, Valencia, Lissabon, Pisa, Paris, Kapstadt, Tokio, Waterloo, Cleveland und Zürich. 2018 wurde Lavinia Heisenberg für ihre bahnbrechenden Beiträge zur Entwicklung von Gravitationstheorien mit dem Gustav-Hertz-Preis ausgezeichnet. "Mit ihren Arbeiten insbesondere zu einer verallgemeinerten, Proca-ähnlichen Lagrangedichte für Vektorfelder auf gekrümmten Raumzeiten und zu deren kosmologischer Relevanz hat sie eine neue Richtung für die Gravitationsforschung eröffnet." Seit November 2021 lehrt und forscht Heisenberg an der Fakultät für Physik und Astronomie der Universität Heidelberg.
Heisenberg wuchs in verschiedenen Ländern auf und spricht acht Sprachen, sechs davon fließend. Über ihre Arbeit sagt Heisenberg: "Letztendlich wollen wir die Gesetze der Natur verstehen. Wie haben sich die Strukturen des Universums gebildet? Woher kommen wir? Wenn man so will, ist das letztendlich das Ziel: Besser verstehen, wie die Natur funktioniert."
In einem Interview mit swissinfo.ch sagte sie, dass sie nicht wisse, ob sie mit Werner Heisenberg verwandt sei. Es sei ihr aber auch egal, ob dies der Fall sei oder nicht.